# NBF3
NBF3 war ein regionaler Fernsehsender für die Landkreise Ostprignitz-Ruppin, Prignitz und Havelland mit Sitz in Neuruppin. Der Sender verfügte außerdem über ein weiteres Studio in Perleberg. Der Sender ging am 16. Mai 2014 aus den Sendern havellandTV, prignitzTV und ruppinTV hervor. Im Zuge der Insolvenz der Ruppiner Medien GmbH stellte der Sender den Sendebetrieb am 1. November 2014 ein.

## Geschichte
Am 25. Januar 1999 starteten die Sender ruppinTV und prignitzTV. Seit dem 4. Dezember 2009 war auch havellandTV in den meisten Kabelnetzen im Havelland zu sehen. Im September 2013 erfolgte ein Eigentümerwechsel, die Senderkette wurde seitdem aus der Prignitz geschäftlich koordiniert. 2014 wurden die drei Lokalfenster in den Fernsehsender NBF3 umgewandelt (NBF3 bedeutet „Nordwest-Brandenbung Fernsehen“, die „3“ steht für die drei Landkreise des Sendegebiets). Seitdem warb NBF3 mit dem Slogan „Zuhause zwischen Elbe und Havel“. Am 5. September 2014 meldete der Eigentümer, die Ruppiner Medien GmbH, vorläufige Insolvenz an. Mit dem 1. November 2014 wurde die Produktion neuer Sendungen eingestellt, auch die Website des Senders ging daraufhin offline.

## Programm
Das Programm von NBF3 bestand unter anderem aus den Eigenproduktionen Hallo Nordwestbrandenburg, den Talkshows mit Margarete Jungblut und Petra Ferch sowie dem Medizin-Ratgeber Ihre Sprechstunde. Geplant war auch die Ausstrahlung des monatlichen Sport-Magazins Nachspielzeit sowie weiteren Eigenproduktionen, die jedoch aufgrund der zunehmend wirtschaftlichen Schieflage des Senders und internen Unstimmigkeiten über die Ausrichtung des Senders nicht mehr umgesetzt werden konnten. Auch das ursprünglich zweistündig geplante neue Wochenjournal Hallo Nordwestbrandenburg ging infolgedessen nur als halbstündige Variante auf Sendung. Zum Journal gehörten NBF3 Auf den Punkt, der Wetterbericht sowie aktuelle Veranstaltungstipps. Auch zahlreiche Fremdproduktionen, wie das Angler-Magazin Biss-TV, die Eisenbahn-Sendung modell+bahn oder das Landwirtschafts-Journal Traktor TV beinhalteten zunächst das neue Mantelprogramm des Senders. Das neue Konzept wurde aufgrund der oben genannten Probleme jedoch bereits nach einem Monat beendet und zugunsten des vorherigen einstündigen Rotationsprogramms wieder aufgegeben. Fortan kamen auch die alten Senderkennungen wieder zum Einsatz.

## Angebote im Internet
Auf der Website des Senders waren alle ausgestrahlten Videobeiträge für einige Wochen verfügbar. Diese wurden seit 2010 auch auf dem eigenen Facebook-Kanal geteilt. Ab der Umstrukturierung 2014 verfügte der Sender auch über einen Account im Sozialen Netzwerk Twitter.